# Eleições estaduais em Alagoas em 1965
As eleições estaduais em Alagoas em 1965 ocorreram em 3 de outubro como parte das eleições gerais em onze estados cujos governadores exerciam um mandato de cinco anos.
Numa refrega disputada por cinco nomes o mais votado foi Muniz Falcão. Nascido em Ouricuri esse advogado e jornalista foi delegado regional do trabalho em Alagoas, Sergipe e Bahia elegendo-se deputado federal via PST em 1950 e após migrar para o PSP foi eleito deputado federal em 1954, governador de Alagoas em 1955 e de novo deputado federal em 1962, tendo agora a maior votação ao buscar o governo pela segunda vez.
Apesar do resultado favorável, a vitória de Muniz Falcão esbarrou na Emenda Constitucional nº 13 promulgada em 8 de abril de 1965 que exigia a maioria absoluta de votos para homologar o resultado e como este número não foi atingido a Assembleia Legislativa de Alagoas foi chamada a resolver o impasse, mas como Muniz Falcão recebeu vinte e um votos contrários o estado foi governado pelo General João Tubino como interventor federal até que os deputados estaduais escolhessem um novo governador conforme previa o Ato Institucional Número Três que legitimou a eleição indireta de Lamenha Filho para governar o estado e cuja posse aconteceu em 15 de agosto de 1966.
Grande parte do impasse político em Alagoas decorreu do poder concedido ao legislativo estadual em ratificar o resultado das urnas e assim a quinta eleição direta ao Palácio Floriano Peixoto permaneceu sem solução, afinal à época não havia a eleição em dois turnos e assim a rejeição de Muniz Falcão pelos deputados estaduais criou um vazio jurídico sanado pelos militares através dos governadores biônicos cujo ciclo terminou em 1982 quando Divaldo Suruagy chegou ao poder graças ao voto popular.
Poucos depois da malograda eleição direta para governador o presidente Humberto de Alencar Castelo Branco baixou o Ato Institucional Número Dois instituindo o bipartidarismo e graças a esse arranjo a maioria das forças políticas alagoanas migrou para a ARENA em apoio ao Regime Militar de 1964, embora o MDB tenha atraído um senador e quatro deputados federais para os seus quadros enquanto os arenistas trouxeram dois senadores e cinco deputados federais.
Caso Muniz Falcão tivesse assumido o governo de Alagoas seu mandato não chegaria ao fim em razão de sua morte em Maceió no dia 14 de junho de 1966.

## Resultado da eleição para governador
O Tribunal Superior Eleitoral apurou 135.170 votos nominais (96,97%), 2.051 votos em branco (1,13%) e 6.746 votos nulos (1,90%) totalizando 143.967 eleitores.
| Candidatos a governador do estado | Candidatos a vice-governador | Número | Coligação           | Votação | Percentual |
| --------------------------------- | ---------------------------- | ------ | ------------------- | ------- | ---------- |
| Muniz Falcão PSP                  | Cleto Luz PTB                | -      | PSP, PTB, PRT       | 59.338  | 43,90%     |
| Rui Palmeira UDN                  | Francisco Oiticica UDN       | -      | UDN, PSD, PL        | 43.707  | 32,33%     |
| Arnon de Melo PDC                 | Oséas Paes PTN               | -      | PDC, PTN, PRP       | 27.398  | 20,27%     |
| Geraldo Sampaio MTR               | Edmar Araújo MTR             | -      | MTR (sem coligação) | 3.267   | 2,42%      |
| João Lins PST                     | Samuel Lins PST              | -      | PST (sem coligação) | 1.460   | 1,08%      |